# Prospero X-3
Pour les articles homonymes, voir Prospero.
Le satellite artificiel Prospero, également connu sous l'appellation X-3, est le seul satellite britannique mis en orbite avec succès par un lanceur national. Prospéro fut lancé de la base australienne de Woomera le 28 octobre 1971 par un lanceur Black Arrow, faisant du Royaume-Uni la 6e nation à mettre en orbite un satellite avec un lanceur domestique après l'Union soviétique, les États-Unis, la France, le Japon et la Chine. Une tentative précédente - le lancement par une Black Arrow du satellite Orba X-2 (en) - avait échoué à la suite de l'extinction prématurée du deuxième étage de la fusée.
Prospero est construit par la Royal Aircraft Establishment, il contenait des expériences portant sur le fonctionnement de cellules solaires et la détection de micrométéorites. En 2006, on pouvait toujours capter les émissions radio du satellite sur 137,560 MHz bien que le satellite ne soit plus officiellement opérationnel depuis 2006. Prospero ne devrait pas rentrer dans l'atmosphère terrestre avant 100 ans.
À l'origine, le satellite devait s'appeler Puck mais il fut rebaptisé Prospero lorsqu'il fut annoncé que ce serait le dernier lancement d'un satellite par une fusée britannique,.

### Sources
- (en) Cet article est partiellement ou en totalité issu de l’article de Wikipédia en anglais intitulé « Prospero (satellite) » (voir la liste des auteurs).